# تان وي هان
تان وي هان (بالصينية: 陈薇涵؛ بالإنجليزية: Tan Wei Han) هي لاعبة كرة الريشة سنغافورية، ولدت في 16 يوليو 1993 في سنغافورة.

## وصلات خارجية
- تان وي هان على موقع BWF.tournamentsoftware.com (الإنجليزية)
- تان وي هان على موقع BWFbadminton.com (الإنجليزية)
- تان وي هان على موقع اللجنة الأولمبية الدولية (الإنجليزية)